# 高樹町

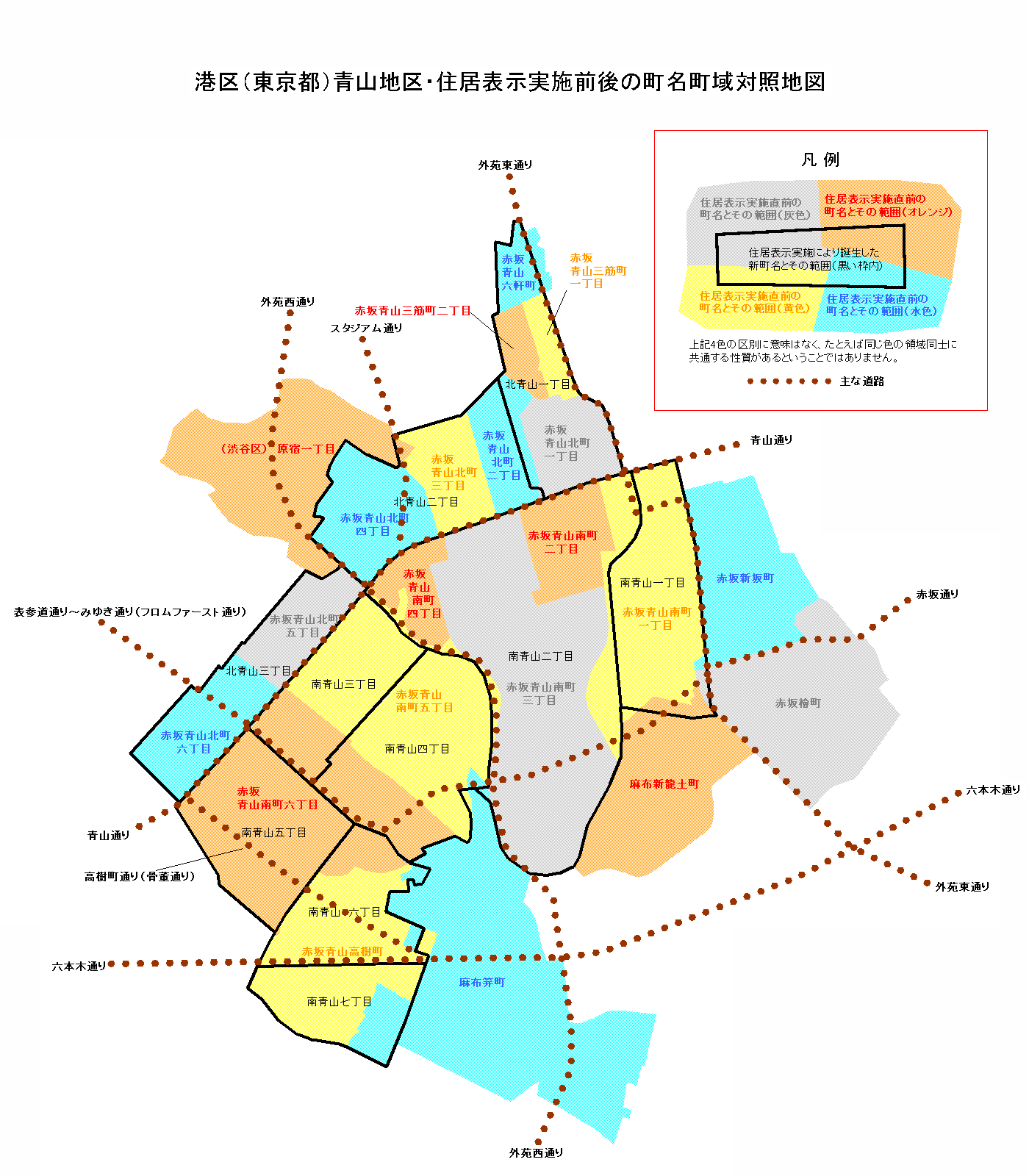
住居表示実施前後の町名町域対照地図。南青山六・七丁目の東側界隈が高樹町にあたる。

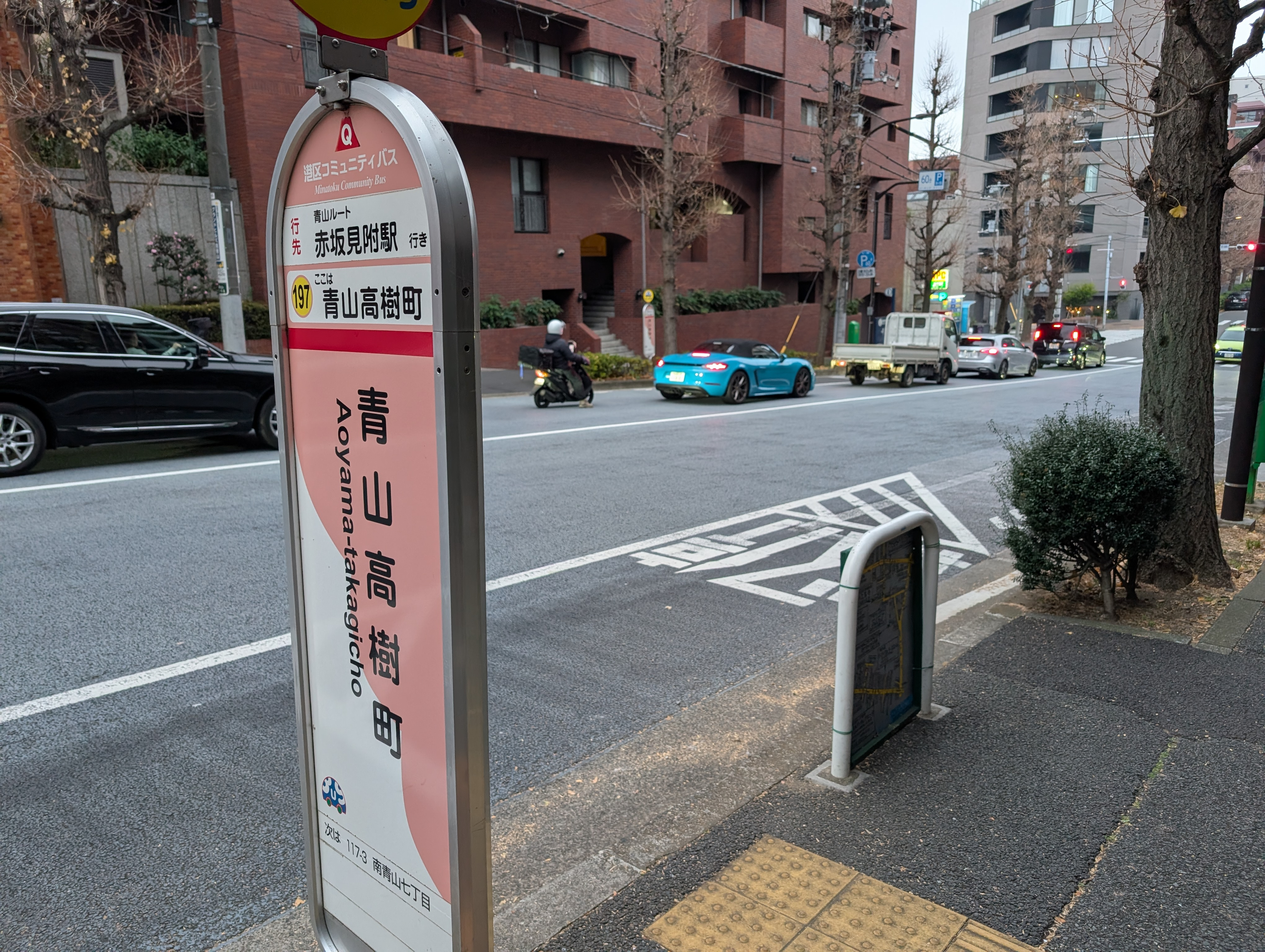
港区コミュニティバス停留所「青山高樹町」（南青山七丁目）

高樹町（たかぎちょう）は、かつて東京都港区南青山にあった町である。

## 概要
青山高樹町は、江戸時代の河内丹南藩・高木邸とその他武家地を合併して1873年（明治6年）に成立した。町の名称は、高木氏の「木」を「樹」に代えたものである。
町域は、現在の骨董通りの東側半分の周囲から西麻布も含めた六本木通り周辺にかかり、現在では幹線通り沿いがブティックやオフィスビル、路地には高級マンションや邸宅が並んでいる。高樹町交差点の先には、日本赤十字社医療センターまで伸びる日赤通り商店街がある。
高樹町の一帯は明治時代以降も屋敷町であったが、1965年（昭和40年）に住居表示が実施され、南青山の一部となって消滅した。

## ロケ地
高樹町交差点界隈や富士フイルム西麻布ビル（旧本社ビル）などは、1970年代を中心に多くの映画やドラマのロケ地に起用された。「フレッシュマン若大将」（1969年）、「ブラボー! 若大将」（1970年）、「俺の空だぜ! 若大将」（1970年）、「日本一の断絶男」（1969年）、「日本一のワルノリ男」（1970年）、「直撃地獄拳 大逆転」（1974年）、「君よ憤怒の河を渉れ」（1976年）、「腐蝕の構造」（1977年）、「ホワイト・ラブ」（1979年）などで見ることができる。

## 高樹町に存在した施設
高樹町には大東亜戦争中、資源調査を目的とする研究機関・資源科学研究所が置かれていた。しかしながら研究所の施設建物は1945年（昭和20年）5月、アメリカ軍による東京大空襲（山の手大空襲）の被害を受けて周辺一帯と共に焼失し、日本の敗戦後には百人町に移転した。
1954年（昭和29年）には美術学校セツ・モードセミナーが開校し、1965年（昭和40年）に移転するまでの約10年間高樹町で芸術家を育てていた。また、1970-80年代に新日本プロレスの初代本社事務所が、現在のコシノジュンコビルに隣接して六本木通り沿いにあった井植ビル（現在は取り壊され、跡地にはコンシェリア南青山が建つ）に入居していた（現在は中野区本町に移転）。

## 縁のある人物
屋敷町であった麻布笄町から高樹町にかけて、多くの著名人が居を構えていた。
皇族の崇仁親王妃百合子は高樹町の名称の由来となった高木子爵邸生まれである。連合艦隊司令長官・山本五十六は結婚直後、高樹町に居住していた。
1905年には小説家・徳冨蘆花が暮らし、芸術家・岡本太郎が両親の岡本かの子と岡本一平らとともに暮らした自宅兼アトリエも高樹町にあった。岡本家の旧居はアメリカ軍による東京大空襲で焼失したが、戦後も岡本はここで創作活動を行い、岡本の死後には美術館・岡本太郎記念館となっている。
三菱財閥創業一族出身の実業家・岩崎俊男も高樹町で育ち、近隣の青南小学校に通っていた。また、新宗教・希心会の初代会長・飯島将吉は高樹町で洋服店を営んでいた。

## 道路に残る高樹町の名称

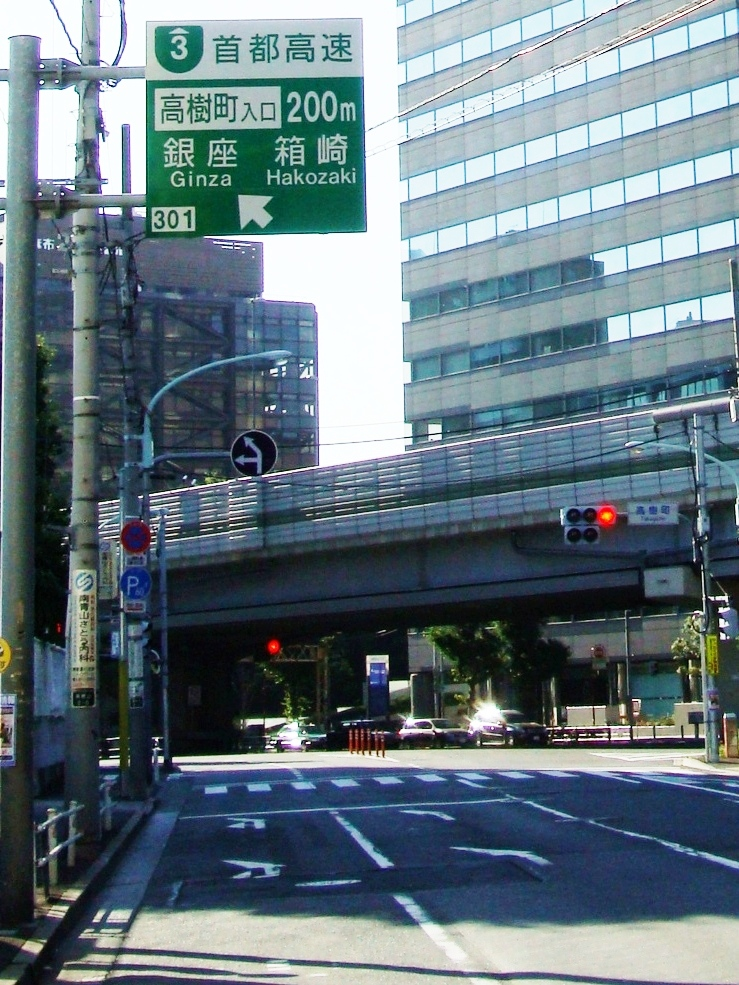
高樹町交差点（2011年）

1964年東京オリンピック開催にあわせて六本木通り上に建設された首都高速道路3号渋谷線のランプには『高樹町』の名が採用され、町名消滅後の1967年（昭和42年）9月に供用開始した。
また、六本木通りと骨董通りの交差点『高樹町』にも、高樹町の名が残されている。